# Colegio episcopal
Colegio episcopal, también conocido como Ordo de los obispos, es un término utilizado en la Iglesia católica para designar el conjunto de aquellos obispos que están en comunión con el papa. Según el derecho canónico, un colegio es un conjunto (en latín collegium) de personas unidas por un fin común para formar un solo cuerpo. El obispo de Roma (el papa) es el jefe del colegio.

## Autoridad del colegio episcopal
En la enseñanza católica, el colegio de obispos es el  sucesor apostólico del colegio de los doce apóstoles. Aunque cada uno de los miembros del colegio episcopal es directamente responsable del  cuidado pastoral y de la gobernanza en su propia Iglesia particular, el colegio en su conjunto tiene pleno poder supremo sobre toda la Iglesia: 

El colegio episcopal cuya cabeza es el Sumo Pontífice [el obispo de Roma] y cuyos miembros son obispos en virtud de la consagración sacramental y de la comunión jerárquica con la cabeza y nunca sin esta cabeza, es [también] sujeto de suprema y plena potestad sobre la Iglesia universal.

El colegio ejerce esta potestad suprema y plena de manera solemne en un concilio ecuménico, pero también mediante la acción unida incluso cuando no está reunido en un solo lugar.
Según el actual Código de Derecho Canónico, corresponde al papa seleccionar y promover los modos en que los obispos han de actuar colegialmente, como en un concilio ecuménico, y le corresponde convocar, presidir (personalmente o por sus delegados), trasladar, suspender o disolver dicho concilio, y aprobar sus decretos. La Iglesia católica enseña que el colegio de obispos, reunido en concilio o representado por el papa, puede enseñar alguna verdad revelada como algo que requiere ser sostenido absoluta y definitivamente (infaliblemente).

## Enunciación de la enseñanza por el Concilio Vaticano II
El Concilio Vaticano II enunció la doctrina de la colegialidad de los obispos de la siguiente manera:

Así como en el Evangelio, disponiéndolo así el Señor, San Pedro y los demás apóstoles constituyen un solo colegio apostólico, del mismo modo están unidos el Pontífice Romano, sucesor de Pedro, y los obispos, sucesores de los apóstoles. En efecto, la antiquísima práctica según la cual los obispos debidamente establecidos en todas las partes del mundo estaban en comunión entre sí y con el Obispo de Roma en un vínculo de unidad, caridad y paz, y también los concilios reunidos en común, en los que se resolvían en común las cuestiones más profundas, habiendo sido prudentemente considerada la opinión de muchos, ambos factores son ya una indicación del carácter y aspecto colegiales del orden episcopal; y los concilios ecuménicos celebrados en el curso de los siglos son también una prueba manifiesta de ese mismo carácter. Y se insinúa también en la práctica, introducida en la antigüedad, de convocar a varios obispos para que participen en la elevación de los recién elegidos al ministerio del sumo sacerdocio. Así pues, uno es constituido miembro del cuerpo episcopal en virtud de la consagración sacramental y de la comunión jerárquica con la cabeza y los miembros del cuerpo.
Pero el colegio o cuerpo de obispos no tiene autoridad si no se entiende junto con el Romano Pontífice, sucesor de Pedro, como su cabeza. La potestad de primacía del Papa sobre todos, pastores y fieles, permanece íntegra e intacta. En virtud de su oficio, es decir, como Vicario de Cristo y pastor de toda la Iglesia, el Romano Pontífice tiene la potestad plena, suprema y universal sobre la Iglesia. Y siempre es libre de ejercer este poder. El orden de los obispos, que sucede al colegio de los apóstoles y da a este cuerpo apostólico una existencia continuada, es también sujeto de suprema y plena potestad sobre la Iglesia universal, siempre que entendamos este cuerpo junto con su cabeza el Romano Pontífice y nunca sin esta cabeza. Este poder sólo puede ejercerse con el consentimiento del Romano Pontífice. Porque el Señor puso a Simón solo como roca y portador de las llaves de la Iglesia, y le hizo pastor de todo el rebaño; es evidente, sin embargo, que el poder de atar y desatar, que fue dado a Pedro, fue concedido también al colegio de los apóstoles, unido a su cabeza. Este colegio, en cuanto compuesto de muchos, expresa la variedad y universalidad del Pueblo de Dios, pero en cuanto reunido bajo una sola cabeza, expresa la unidad del rebaño de Cristo. En ella, los obispos, reconociendo fielmente el primado y la preeminencia de su cabeza, ejercen su propia autoridad para el bien de sus fieles y, más aún, de toda la Iglesia, sosteniendo el Espíritu Santo con moderación su estructura orgánica y su armonía. El poder supremo en la Iglesia universal, del que goza este colegio, se ejerce de manera solemne en un concilio ecuménico. Un concilio nunca es ecuménico si no es confirmado o al menos aceptado como tal por el sucesor de Pedro; y es prerrogativa del Romano Pontífice convocar estos concilios, presidirlos y confirmarlos. Este mismo poder colegial puede ser ejercido junto con el Papa por los obispos que viven en todas las partes del mundo, siempre que el jefe del colegio los convoque a la acción colegial, o al menos apruebe o acepte libremente la acción unida de los obispos dispersos, de modo que se convierta así en un acto colegial.

## Relación única
La relación entre el colegio episcopal y cada uno de los obispos, y en particular con el obispo de Roma, no tiene equivalente secular, y sus consecuencias prácticas no pueden deducirse de modelos seculares como las diversas formas de gobierno de un Estado o de una corporación.
La doctrina de la colegialidad de los obispos como cuerpo fue enunciada por el Concilio Vaticano II que "deseaba integrar todos los elementos que componen la Iglesia, tanto el místico como el institucional, el primado y el episcopado, el pueblo de Dios y la jerarquía, tocando nuevas notas y estableciendo nuevos equilibrios que tendrían que ser elaborados y teologizados en la experiencia vivida de la Iglesia" 